# Pereslavîci, Ivanîci
Pereslavîci (în ucraineană Переславичі) este localitatea de reședință a comunei Pereslavîci din raionul Ivanîci, regiunea Volînia, Ucraina.

## Demografie
Componența lingvistică a localității Pereslavîci
     Ucraineană (99,07%)
     Alte limbi (0,92%)
Conform recensământului din 2001, majoritatea populației localității Pereslavîci era vorbitoare de ucraineană (99,07%), existând în minoritate și vorbitori de alte limbi.